# 西洋江
西洋江，位于中国云南省东南部和广西壮族自治区西北部，是珠江水系驮娘江右岸支流，源流称大河，发源于云南广南县者兔乡北部革佣村委会那拉自然村附近，东南流至旧莫乡拖派右纳旧莫河后称“西洋江”，蜿蜒东流至广南县板蚌乡右纳平密河后转北流，沿云南与广西省界，于田林县那比乡洞巴屯折向东，进入田林县境，东流至八渡瑶族乡百嘎汇入驮娘江。河长234千米，流域面积5226平方千米。